# Министр культуры Республики Дагестан
Министр культуры Республики Дагестан — глава Министерства культуры Республики Дагестан.
Нынешний министр — Зарема Бутаева.

## Список

### Главы Управления по делам Искусств Дагестанской АССР
| #                                                         | Министр                                                   | Фото                                                      | Период нахождения в должности                             | Партия                                                    | Этническая принадлежность                                 | Примечание |                                                           |
| Начальники управления по делам искусств Дагестанской АССР | Начальники управления по делам искусств Дагестанской АССР | Начальники управления по делам искусств Дагестанской АССР | Начальники управления по делам искусств Дагестанской АССР | Начальники управления по делам искусств Дагестанской АССР | Начальники управления по делам искусств Дагестанской АССР | Начальники управления по делам искусств Дагестанской АССР                                                                                               | Начальники управления по делам искусств Дагестанской АССР |
| --------------------------------------------------------- | --------------------------------------------------------- | --------------------------------------------------------- | --------------------------------------------------------- | --------------------------------------------------------- | --------------------------------------------------------- | --- | --------------------------------------------------------- |
| 1                                                         | Макашарип Асельдерович Асельдеров                         |                                                           | май 1936 — 11 октября 1937                                | ВКП(б)                                                    | Кумык                                                     | |                                                           |
| вр. и.о.                                                  | Лилия Эммануиловна Коцман                                 |                                                           |                                                           | ВКП(б)                                                    |                                                           | |                                                           |
| 2                                                         | Мурад Азиев                                               |                                                           | ? — ?                                                     | ВКП(б)                                                    |                                                           | |                                                           |
| 3                                                         | Владимир Антонович Рийс                                   |                                                           | ? — 25 сентября 1939                                      | ВКП(б)                                                    | Эстонец                                                   | Бывший красный матрос, образование - 3 класса. С 1951 до 1953 Министр Кинофикаций Эст. ССР, 1953-1959 зам. Министа Культуры ЭССР. Умер 1977 в Таллинне. |                                                           |
| 4                                                         | Михаил Иванович Молодкин                                  |                                                           | 25 сентября 1939 — 29 марта 1941                          | ВКП(б)                                                    |                                                           | |                                                           |
| 5                                                         | Разил Рахимович Разилов                                   |                                                           | 29 марта 1941 — 7 июня 1943                               | ВКП(б)                                                    |                                                           | |                                                           |
| 6                                                         | Абдул Курбанович Батыров                                  |                                                           | 7 июня 1943 — 25 мая 1947                                 | ВКП(б)                                                    |                                                           | |                                                           |
| 7                                                         | Гамид Азизович Темирханов                                 |                                                           | 25 мая 1947 — 31 октября 1951                             | ВКП(б)                                                    | Аварец                                                    | |                                                           |
| 8                                                         | Идрис Джамалутдинович Байсугуров                          |                                                           | 31 октября 1951 — 26 августа 1952                         | ВКП(б)                                                    | Аварец                                                    | |                                                           |
| Министры культуры Дагестанской АССР                       |                                                           |                                                           |                                                           |                                                           |                                                           | |                                                           |
| 1                                                         | Алиасхаб Гамзатович Гамзатов                              |                                                           | 1953 — 29 сентября 1954                                   | КПСС                                                      | Аварец                                                    | |                                                           |
| 2                                                         | Изумруд Гаджиевна Губаханова                              |                                                           | 18 января 1955 — 30 августа 1963                          | КПСС                                                      | Кумычка                                                   | |                                                           |
| 3                                                         | Раджаб-Али Омарович Омаров                                |                                                           | 30 августа 1963 — 24 мая 1965                             | КПСС                                                      | Даргинец                                                  | |                                                           |
| 4                                                         | Айшат Магомедовна Магомедова                              |                                                           | 25 мая 1965 — 9 февраля 1966                              | КПСС                                                      | Аварка                                                    | |                                                           |
| 5                                                         | Дибир Магомедович Магомедов                               |                                                           | 9 февраля 1966 — 13 марта 1970                            | КПСС                                                      | Аварец                                                    | |                                                           |
| 6                                                         | Гаджи Гамзатович Гамзатов                                 |                                                           | 1 апреля 1970 — 9 ноября 1972                             | КПСС                                                      | Аварец                                                    | Литературовед, фольклорист, социолингвист и востоковед; Сын поэта Гамзат Цадасы и брат поэта Расула Гамзатова.                                          |                                                           |
| 7                                                         | Абдулатип Юсупович Гаджиев                                |                                                           | 9 ноября 1972 — 12 июля 1986                              | КПСС                                                      | Аварец                                                    | |                                                           |
| 8                                                         | Багаудин Гаджиахмедович Ахмедов                           |                                                           | 12 ноября 1986 — 21 октября 1988                          | КПСС                                                      | Лезгин                                                    | |                                                           |
| 9                                                         | Наида Абдурахмановна Абдулгамидова                        |                                                           | 27 января 1989 — 1992                                     | КПСС                                                      | Кумычка                                                   | Дирижер, педагог |                                                           |

### Министры культуры Республики Дагестан
| # | Министр                            | Фото | Период нахождения в должности | Партия | Этническая принадлежность | Примечание       |
| - | ---------------------------------- | ---- | ----------------------------- | ------ | ------------------------- | ---------------- |
| 1 | Наида Абдурахмановна Абдулгамидова |      | 1992 — 6 марта 2006           |        | Кумычка                   | Дирижер, педагог |
| 2 | Зумруд Запировна Сулейманова       |      | 9 марта 2006 — 22 июля 2013   |        | Даргинка                  |                  |
| 3 | Зарема Ажуевна Бутаева             |      | с 29 июля 2013                |        | Лачка                     |                  |